# Neustadt-Nord (Kolonia)
Neustadt-Nord, Köln-Neustadt-Nord — dzielnica miasta Kolonia w Niemczech, w okręgu administracyjnym Innenstadt, w kraju związkowym Nadrenia Północna-Westfalia, na lewym brzegu Renu.